# Чайна-онлайн-сентр
Чайна-онлайн-сентр (China Online Centre, 中國網絡中心) — 52-этажный гонконгский небоскрёб, расположенный в округе Ваньчай. Высота здания — 201 м, вместе с огромным билбордом — 215 м. Полностью занят сдаваемыми в аренду офисными помещениями. Девелопером небоскрёба Чайна-онлайн-сентр является компания Jaffe Development.
В октябре 2014 года российские руферы взломали большой рекламный электронный билборд, расположенный на крыше Чайна-онлайн-сентра, и оставили на его экране своё послание Гонконгу. Сюжет об этой акции стал хитом на YouTube.

## Галерея

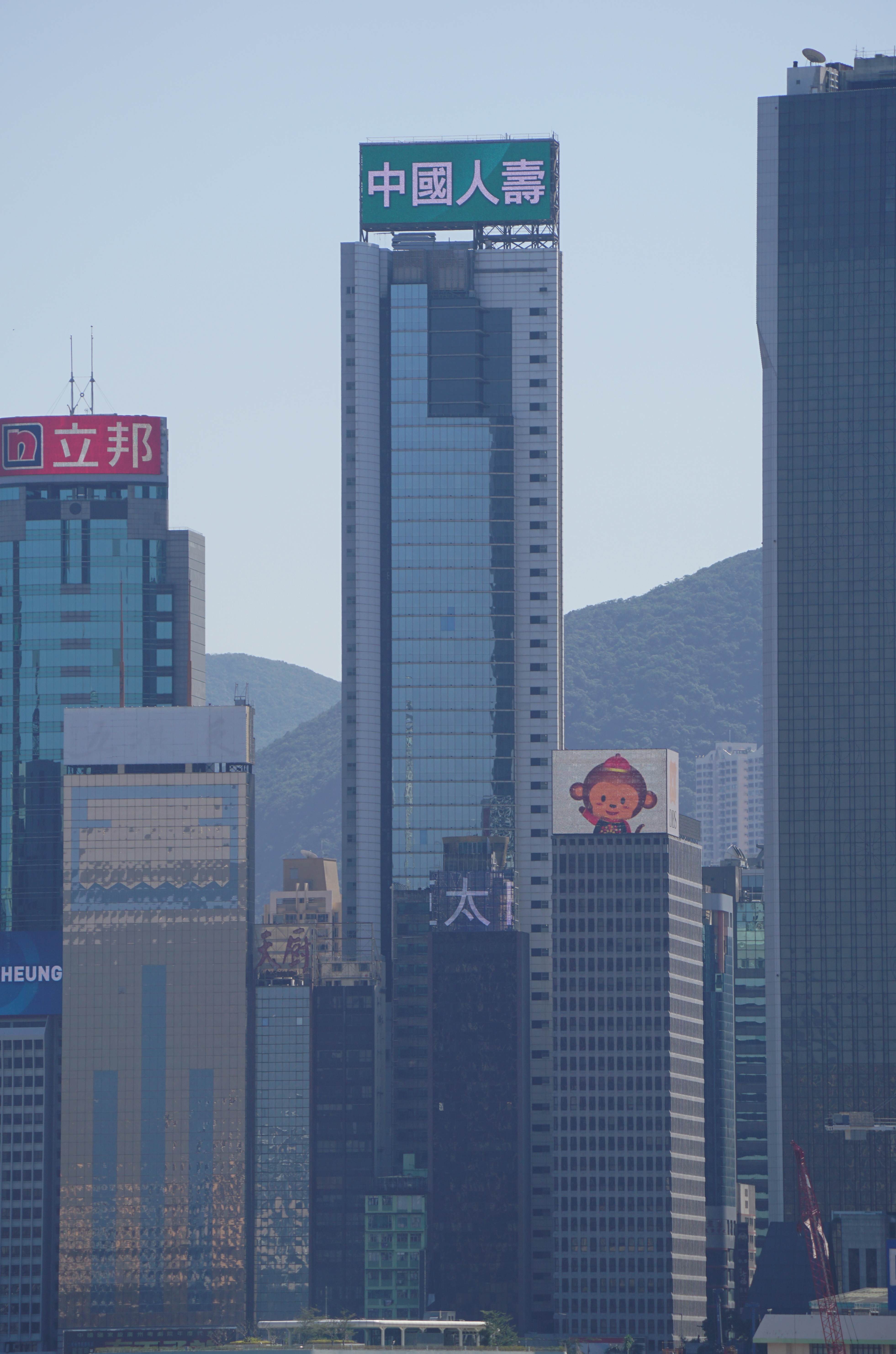
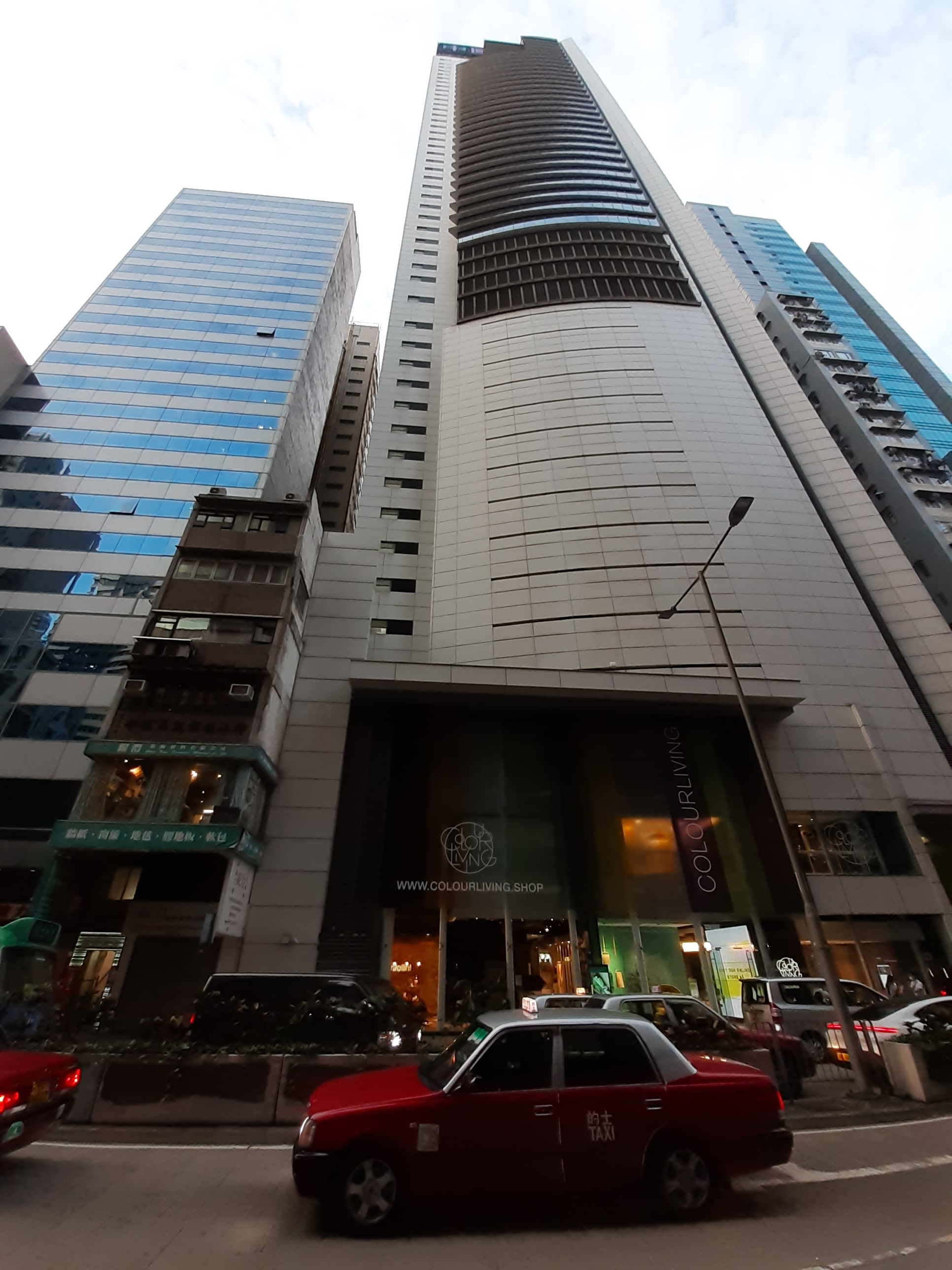
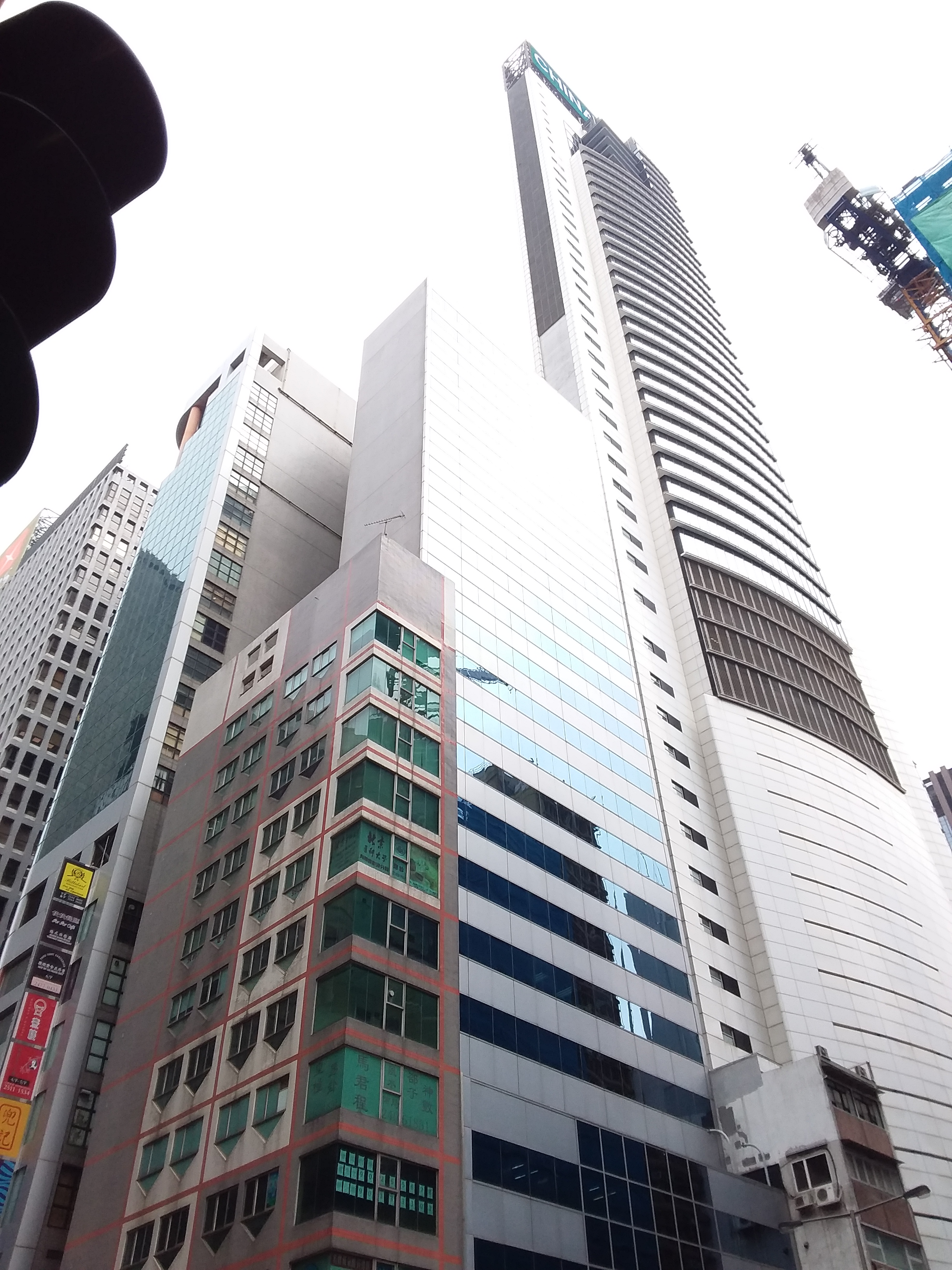
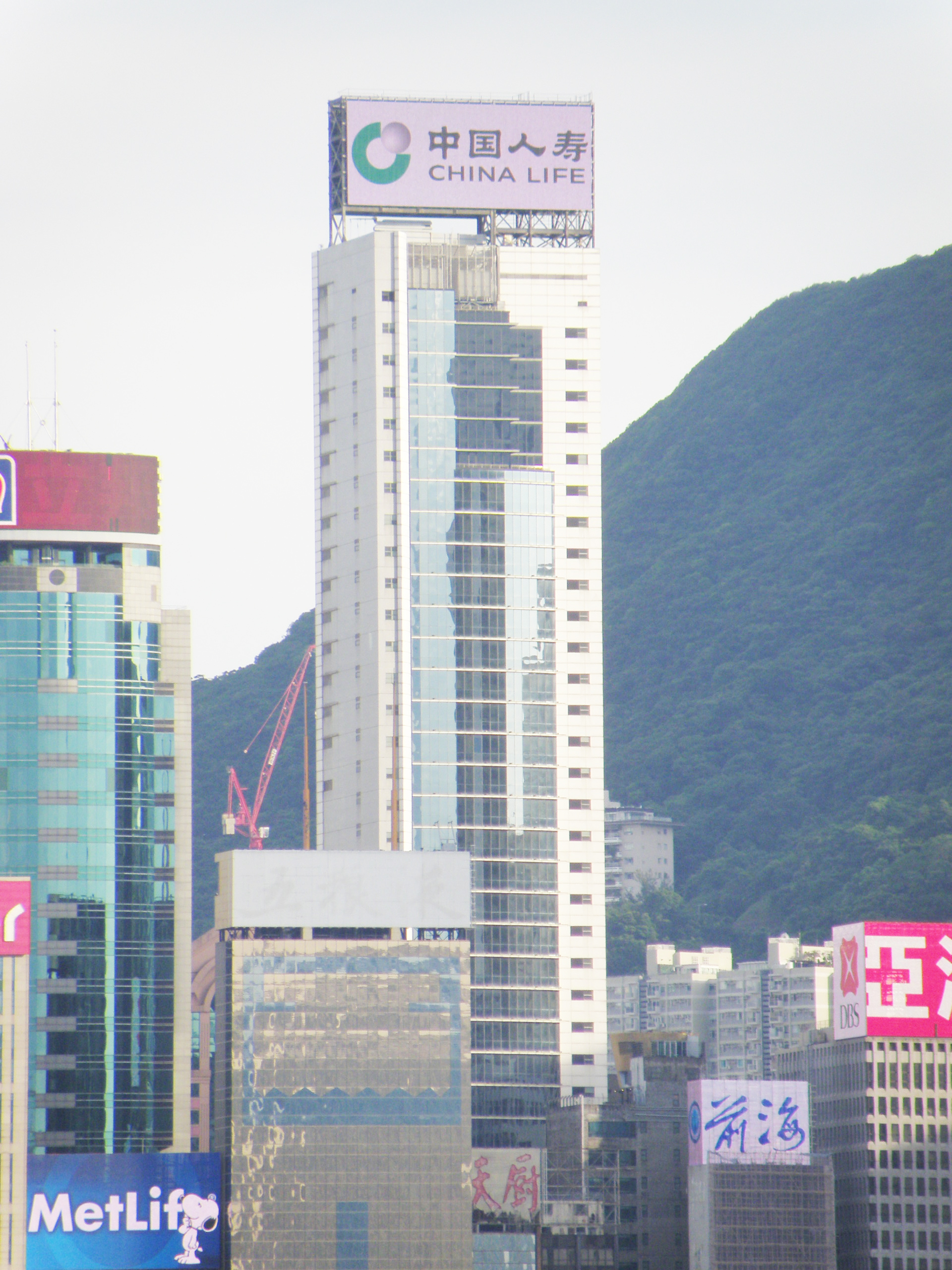